# Sociedade Musical Euterpe
A Sociedade Musical Euterpe é uma colectividade vocacionada principalmente, para a sensibilização musical e aprendizagem da música. Está sedeada na cidade de Portalegre, Portugal, onde é a instituição cultural mais antiga. é conhecida principalmente pela sua banda filarmónica e escolas de música.

## História
No dia 1 de Dezembro de 1860, o portalegrense Francisco José Perdigão, juntamente com João José de Carvalho, Joaquim Manuel Dias Guerra, João Dionísio Caldeira Serejo, José Maria Mourato, Manuel Marques Pereira, Francisco dos Santos Castello, Joaquim Pedro Gonçalves; Frederico Augusto Bolou, Pedro da Fonseca da Ressurreição e Francisco Vicente ramos fundaram a Associação de Socorros Mútuos de Montepio Euterpe Portalegrense, a qual era regida por uma direcção interina.
Passados seis anos, em 1866, foram publicados e aprovados os primeiros estatutos pelo Conde de Castro - D. Luís I – Rei de Portugal. Assim, com a publicação dos primeiros estatutos foi nomeada a direcção oficial da associação, a qual tinha por finalidade auxiliar os sócios doentes e temporariamente impossibilitados de trabalhar, os sócios que estivessem na condição de presidiários e ainda as despesas em funeral daqueles que viessem a falecer.
Mais tarde, em 29 de Novembro de 1945 foi desfeita a Associação de Socorros Mútuos Monte-Pio Euterpe Portalegrense e foi criada a Escola Musical Euterpe. O nome escolhido foi uma clara homenagem à Musa protectora da música e da poesia lírica.
Hoje denomina-se por Sociedade Musical Euterpe, continuando em actividade a sua Escola de Música e a Banda Euterpe, orgulho da Direcção, Músicos e Associados, assim como da própria cidade de Portalegre, cidade em cuja história se insere a da própria Sociedade.
A Banda Euterpe é regida pelo Maestro Manuel Henrique de Matos Ruivo, contando no seu elenco com cerca de 40 elementos. Tem actuado com grande êxito em diversas cidades de Portugal Continental, Arquipélago da Madeira e Espanha. A Banda tem em média entre 25 a 30 actuações por ano, dedicando-se principalmente a: intercâmbios, encontros de bandas, festas religiosas e populares, touradas, procissões e romarias.